# Calimantã Meridional

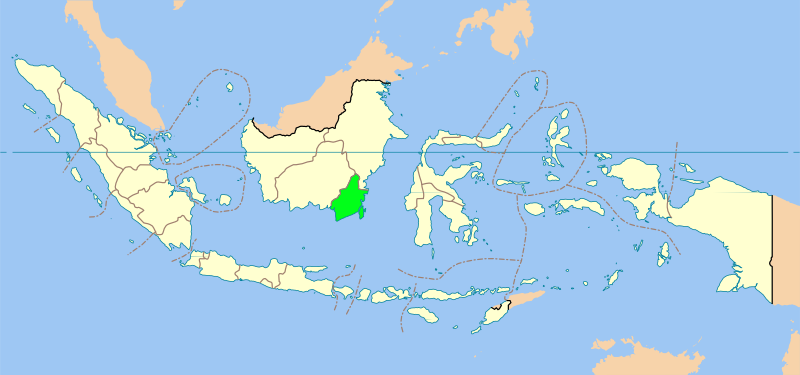
Mapa da Indonésia mostrando a localização da província de Calimantã Meridional

Calimantã Meridional (em indonésio Kalimantan Selatan, frequentemente abreviado como Kalsel) é uma província da Indonésia. É uma das quatro províncias indonésias na ilha de Bornéu. A capital é Banjarmasin. Inclui também ilhas adjacentes, como Laut.
De acordo com o censo realizado em 2000, a província conta com uma população de 2.970.000 habitantes.

## Regências
Existem 11 regências em Calimantã Meridional, listadas abaixo com suas respectivas capitais:
- Balangan (Paringin)
- Banjar (Martapura)
- Barito Kuala (Marabahan)
- Hulu Sungai Selatan (Kandangan)
- Hulu Sungai Tengah (Barabai)
- Hulu Sungai Utara (Amuntai)
- Kota Baru (Kotabaru)
- Tabalong (Tanjung)
- Tanah Bumbu (Batulicin)
- Tanah Laut (Pleihari)
- Tapin (Rantau)

Há ainda uma “cidade administrativa” chamada Banjarbaru.

## História
Inicialmente South Calimantã fez parte de Calimantã Central durante os primeiros anos após a independência da Indonésia. Contudo, em virtude da política governamental de incentivo à migração de grande número de pessoas da ilha de Java para Calimantã, houve confrontos religiosos entre os imigrantes javaneses, os quais são majoritariamente muçulmanos com o povo nativo Dayak, cuja religião majoritária é o cristianismo. Devido a esse problema , o governo teve que separar a antiga província de Calimantã Central em duas: Calimantã Central para os Dayaks cristãos e Calimantã do Sul, onde a maioria dos javaneses muçulmanos reside.